# جون دين (دراج)
جون دين (بالإنجليزية: John Dean) هو دراج نيوزيلندي، ولد في 22 ديسمبر 1947 في نيو بلايموث في نيوزيلندا.

## وصلات خارجية
- جون دين على موقع أرشيف الدراجات (الإنجليزية)
- جون دين على موقع إحصائيات الدراجات الإحترافية (الإنجليزية)
- جون دين على موقع أوليمبيديا (الإنجليزية)